# Музеи Владивостока

Во Владивостоке имеется свыше 20 музеев и их филиалов.
В список включены большинство общедоступных музеев Владивостока (кроме узковедомственных музеев по истории предприятий, учебных заведений, воинских частей и общественных организаций).
В 1884 году во Владивостоке основан первый в Приамурском крае музей — Музей Общества изучения Амурского края. В 1891 г. открыта первая выставка. В советское время появились Океанариум Тихоокеанского научно-исследовательского рыбохозяйственного центра, Музей истории ГУМа, Военно-исторический музей Краснознамённого Тихоокеанского флота, Приморская краевая картинная галерея, Научный и зоологический музеи ДВГУ, Музей пограничных войск, Музеи ДВО РАН, Приморский океанариум и др.
Город пережил два так называемых «музейных бума»: в 1970-х и второй половине 1990-х гг. На девяностые годы пришёлся расцвет частных музеев, возобновление деятельности законсервированных музеев (например, Музей Дальзавода).

## Художественные музеи
| Название                                                            | Адрес                 | Дата открытия | Описание экспозиции | Изображение |
| ------------------------------------------------------------------- | --------------------- | ------------- | --- | ----------- |
| Приморский государственный объединённый музей имени В. К. Арсеньева | Светланская улица, 20 | 1884 год      | Экспозиция музея показывает развитие дальневосточного искусства со времён царства Бохай до середины XX столетия                       |             |
| Приморская государственная картинная галерея                        | Алеутская улица, 12   | 1965 год      | Собрание произведений живописи, графики, скульптуры, декоративного искусства                                                          |             |
| Художественный музей ДВФУ                                           | Пушкинская улица, 10  | 2004 год      | Живопись, графика, керамика, фотография, декоративно-прикладное искусство ведущих дальневосточных и российских современных художников |             |

## Естественно-научные музеи
| Название                                                                             | Адрес                                                             | Дата открытия | Описание экспозиции | Изображение |
| ------------------------------------------------------------------------------------ | ----------------------------------------------------------------- | ------------- | --- | ----------- |
| Геолого-минералогический музей им. А. И. Козлова                                     | Океанский проспект, 37                                            | 1925 год      | Коллекции минералов, горных пород, палеонтологическая коллекция с систематизированными экспонатами ископаемой флоры и ископаемой фауны |             |
| Ботанический сад-институт ДВО РАН                                                    | улица Маковского, 142                                             | 1949 год      | На экспозиционных участках и в коллекциях природной дальневосточной флоры собрано 800 видов, в том числе 120 редких и исчезающих растений, из которых 42 включены в «Красную книгу Российской Федерации»                                                                 |             |
| Зоологический музей ДВФУ                                                             | Океанский проспект, 37                                            | 1958 год      | В фондовой коллекции объединены обширные фаунистические сборы из различных районов мира |             |
| Музей «Природа моря и её охрана» Дальневосточного морского заповедника               | остров Попова; улица Ольховая, 11                                 | 1977 год      | Экспозиция знакомит с состоянием морской среды дальневосточных морей, животным и растительным миром Японского моря, обитателями тропических морей, рыбным промыслом и китами дальневосточных морей, морским фермерством, Дальневосточным морским биосферным заповедником |             |
| Геолого-минералогический музей Дальневосточного геологического института ДВО РАН     | проспект 100-летия Владивостока, 159                              | 1978 год      | Геолого-минералогический музей, один из первых на Дальнем Востоке научный музей геологического профиля, созданный при Дальневосточном геологическом институте (ДВГИ) в 1978 году, является фондом уникальных геологических коллекций                                     |             |
| Морской Музей ТИНРО-Центра                                                           | улица Батарейная, 4                                               | 1991 год      | Представлены коллекции морских раковин, кораллов, губок, рыб и других морских животных |             |
| Музей Института биологии моря имени А. В. Жирмунского Дальневосточного отделения РАН | улица Пальчевского, 17                                            | 1994 год      | Крупнейшая коллекция морских животных на Дальнем Востоке и одна из самых больших в России |             |
| Музей живой природы «Зоопарк Садгород»                                               | улица Воровского, 24-Б                                            | 2007 год      | В зоопарке содержится около 200 птиц и других животных. |             |
| Ботанический музей ДВФУ                                                              | Океанский проспект, 37                                            | 2011 год      | Ботанический музей УНМ ДВФУ был официально утверждён 8 августа 2011 года на базе Ботанической коллекции |             |
| Приморский океанариум                                                                | остров Русский, полуостров Житкова, улица Академика Касьянова, 25 | 2016 год      | Представлены масштабные экспозиции, отражающие представления о рождении вселенной, эволюции жизни в Океане, а также современное разнообразие жизни в пресных и морских водах нашей планеты                                                                               |             |

## Литературные музеи
| Название                | Адрес                  | Дата открытия | Описание экспозиции | Изображение |
| ----------------------- | ---------------------- | ------------- | --- | ----------- |
| Музей редкой книги ДВФУ | Океанский проспект, 37 | 1999 год      | Книги на русском и иностранных языках, относящиеся ко времени от середины XVI до XX века, и образцы периодической печати (отечественные журналы XVIII — начала XX века). Экспозиция «История книги XVI — XX в.» открыта к 100-летнему юбилею университета |             |

## Исторические музеи

### Этнографические и археологические музеи
| Название                                                   | Адрес                   | Дата открытия | Описание экспозиции | Изображение |
| ---------------------------------------------------------- | ----------------------- | ------------- | --- | ----------- |
| Музей археологии и этнологии                               | Пушкинская улица, 89    | 1979 год      | Археологическая и этнографическая коллекции: коллекции разнообразных материалов из памятников широкого временного диапазона от верхнего палеолита до средневековья и материалы, представляющие материальную и духовную культуру коренных народов Приморья и Приамурья, традиционную культуру славян |             |
| Музей археологии и этнографии ДВФУ                         | улица Октябрьская, 27   | 1999 год      | Археологические и этнографические экспонаты составляют экспозицию об истории края с древнейших времен до наших дней |             |
| Музей морского флота Дальневосточного морского пароходства | улица Верхнепортовая, 7 | 1962 год      | Экспозиция посвящена истории Дальневосточного пароходства — становлению торгового флота, участию во Второй мировой войне, интернациональной помощи Вьетнаму |             |
| Музей Города                                               | улица Петра Великого, 6 | 1884 год      | Краеведческие материалы о Владивостоке |             |

### Военно-исторические музеи
| Название                                                | Адрес                    | Дата открытия | Описание экспозиции | Изображение |
| ------------------------------------------------------- | ------------------------ | ------------- | --- | ----------- |
| Федеральный музей-заповедник «Владивостокская крепость» | улица Батарейная, 4-А    | 2019 год      | В музее собрана уникальная коллекция экспонатов; его фонды насчитывают более 40 тысяч единиц хранения. Это старинные награды, оружие, личные вещи знаменитых русских моряков, боевые знамёна и флаги, модели кораблей, а также собрание картин известных приморских художников     |             |
| Музей боевой славы Тихоокеанского пограничного округа   | улица Семёновская, 17/19 | 1983 год      | В основной фонд музея входят: знaменный, нумизмaтический, оружейный, предметный, художественный, документaльный и рукописно-печaтный фонды |             |
| Военно-исторический музей Тихоокеанского флота          | Светланская улица, 66    | 1945 год      | Экспозиции об истории освоения Дальнего Востока, создании военно-морского флота. Выставка «Оружейный дворик», где представлены подлинные предметы техники и вооружения кораблей и частей Тихоокеанского флота, принимавших участие в боевых действиях на разных этапах его истории |             |
| Мемориальный корабль «Красный вымпел»                   | Корабельная набережная   | 1958 год      | Советский сторожевой корабль, первоначально яхта, один из пяти кораблей-музеев дореволюционной постройки, расположенных на территории России |             |
| Гвардейская Краснознаменная подводная лодка «С-56»      | Корабельная набережная   | 1975 год      | советская дизель-электрическая торпедная подводная лодка времён Второй мировой войны серии IX-бис |             |

### Историко-бытовые музеи
| Название                      | Адрес                      | Дата открытия | Описание экспозиции | Изображение |
| ----------------------------- | -------------------------- | ------------- | --- | ----------- |
| Дом чиновника Суханова        | улица Суханова, 9          | 1983 год      | Единственный в России музей царского чиновника и один из немногих сохранившихся во Владивостоке деревянных особняков XIX века |             |
| Дом путешественника Арсеньева | улица Арсеньева, 7-Б       | 1997 год      | Дом Путешественника или мемориальный дом-музей В.К. Арсеньева — единственный сохранившийся в России дом, где жил и творил выдающийся русский и советский писатель, ученый, путешественник-исследователь, человек государственного мышления и долга, внесший значительный вклад в развитие Дальнего Востока Владимир Клавдиевич Арсеньев. |             |
| Музей хлеба                   | Народный проспект, 29      | 2007 год      | Единственное на Дальнем Востоке учреждение культуры, где собраны документы, рассказывающие о том, как зарождалось и развивалось хлебопечение |             |
| Музей трепанга                | улица Верхнепортовая, 66-А | 2018 год      | Музейно-выставочный центр с экспозициями трепанга и иных морских обитателей |             |

## Музеи науки и техники
| Название                                                       | Адрес                      | Дата открытия | Описание экспозиции | Изображение |
| -------------------------------------------------------------- | -------------------------- | ------------- | --- | ----------- |
| Историко-технический музей Автомотостарины города Владивостока | улица Сахалинская, 2-А     | 2002 год      | Экспозиции включают зал легковых автомобилей 50-х годов, советской техники времён Великой Отечественной войны, галерею мотоциклов и др.                                                                                       |             |
| Политехнический музей ДВФУ                                     | Океанский проспект, 37     | 2011 год      | В экспозиции представлены вычислительное оборудование и измерительные приборы XX века, видео-, фотооборудование, части корабельного оборудования, модели судов и кораблей, аудиотехника, коллекция пластинок и киноматериалов |             |
| Музей «Техника XX века в Приморском крае»                      | улица Грязелечебница, 21-В | 2014 год      | Экспозиции включают классические легковые автомобили с 1917-го по 1960-е годы, бронетехнику, армейские легковые и грузовые автомобили, старинную артиллерию и крылатые ракеты и др.                                           |             |

## Выставочные залы и комплексы
| Название                                                                | Адрес                                | Дата открытия | Описание экспозиции | Изображение |
| ----------------------------------------------------------------------- | ------------------------------------ | ------------- | --- | ----------- |
| Выставочные залы Приморского краевого отделения Союза художников России | Алеутская улица, 14-а                | 1959 год      | В здании расположены выставочные залы для временных выставок |             |
| Выставочные залы Приморской государственной картинной галереи           | Партизанский проспект, 12            | 1991 год      | В здании расположены выставочные залы для временных выставок, Детский музейный центр, Художественный салон, Научная библиотека, редакция газеты «Картинная галерея»                                                           |             |
| Галерея современного искусства «Арка»                                   | Светланская улица, 5                 | 1997 год      | Проводит выставки современных художников |             |
| Музейно-выставочный комплекс ВГУЭС                                      | улица Гоголя, 41                     | 2012 год      | Является выставочной площадкой, на которой проводятся выставки в области изобразительного и декоративно-прикладного искусства, фотографии, моды и дизайна, реализуются международные художественные и образовательные проекты |             |
| Центр современного искусства «Заря»                                     | Проспект 100-летия Владивостока, 155 | 2013 год      | ЦСИ располагается на территории творческого кластера «Заря» в помещениях бывшей одноименной швейной фабрики. Со второй половины 2014 года при ЦСИ «Заря» работает единственная на Дальнем Востоке программа арт-резиденций    |             |
| Центр современного искусства «Артэтаж»                                  | Океанский проспект, 9                | 2017 год      | Коллекционер, галерист Александр Городний передал все свое собрание современного искусства в дар Владивостоку. На основе этих фондов стал создаваться центр современного искусства                                            |             |
| Центр современной культуры «Хлебозавод»                                 | Семёновская улица, 9                 | 2018 год      | Специализируется на выставках произведений новых медиа |             |